# Alyssa Milano
Alyssa Jayne Milano (ur. 19 grudnia 1972 w Nowym Jorku) – amerykańska aktorka i piosenkarka.

## Życiorys

Nancy Reagan i Alyssa Milano (1987)

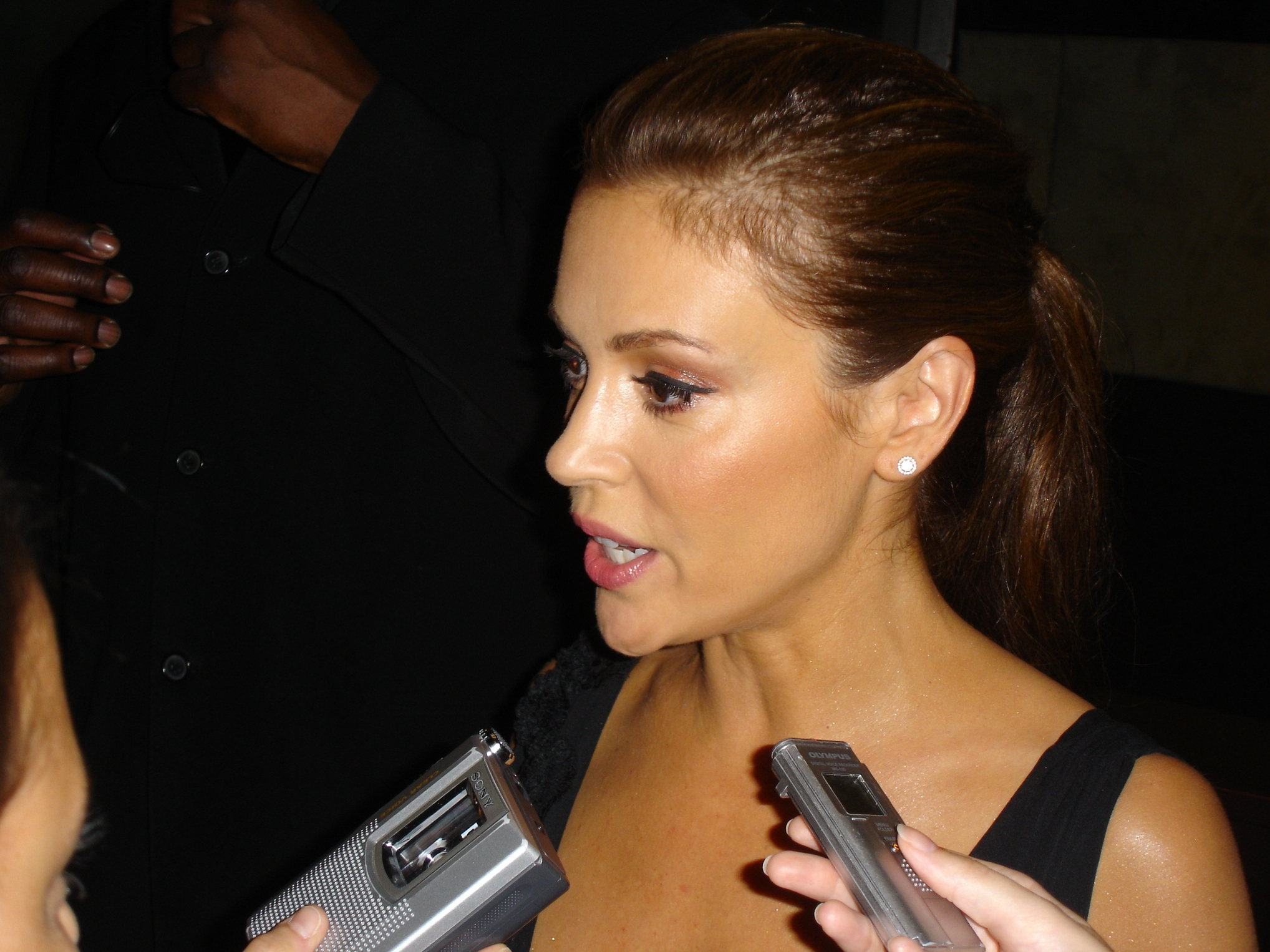
Alyssa Milano (2008)

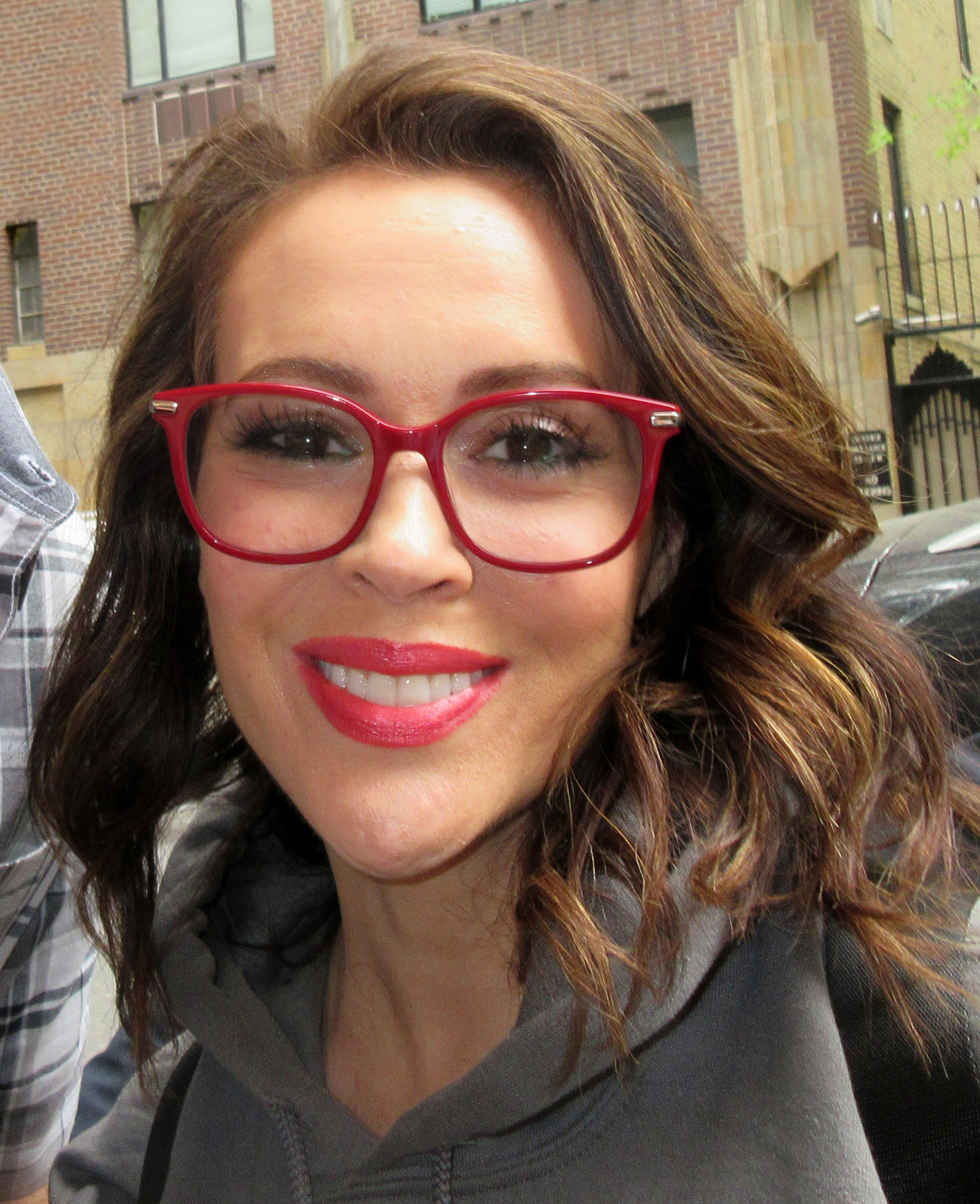
Alyssa Milano (2018)

### Wczesne lata
Urodziła się i wychowała w Bensonhurst na nowojorskim Brooklynie w rodzinie katolickiej pochodzenia włoskiego jako córka Lin Milano, projektantki mody, i Thomasa M. Milano, redaktora muzyki filmowej. Dorastała z bratem Corym. Uczęszczała do The Buckley School w Sherman Oaks. Cierpiała z powodu dysleksji i klaustrofobii.

### Kariera
W wieku ośmiu lat zaczęła występować na deskach Broadwayu jako jedna z sierot w musical Annie. Brała udział w reklamach telewizyjnych i zagrała kilka ról w produkcjach off-Broadwayu, w tym All Night Long (1984). Zadebiutowała na ekranie jako Diane Sloan w dramacie Old Enough (1984) u boku Danny’ego Aiello. Film zdobył nagrodę na Sundance Film Festival. W sitcomie ABC Who’s the Boss? (1984–1992) zagrała postać Samanthy Micelli, córki Tony’ego (Tony Danza), za którą w 1998 otrzymała Złoty Glob dla najbardziej obiecującej nowej aktorki. Mając 12 lat wystąpiła jako Jenny Matrix, córka Johna Matrixa (Arnold Schwarzenegger) w dreszczowcu sensacyjno-przygodowym Marka L. Lestera Komando (Commando, 1985).
Pod koniec lat 80. zajęła się śpiewaniem i wydała cztery studyjne albumy pop-rockowe - Look in My Heart (1989), Alyssa (1989), Locked Inside a Dream (1991) i Do You See Me? (1992) oraz składankę The Best in the World: Non-Stop Special Remix/Alyssa’s Singles (1990), które odniosły sukces m.in. w Japonii.
W opartym na faktach melodramacie kryminalnym CBS Ofiary miłości: Historia prawdziwa (Casualties of Love: The „Long Island Lolita” Story, 1993) z muzyką Davida Michaela Franka wcieliła się w 17-letnią Amy Fisher, która strzeliła i poważnie zraniła żonę swojego kochanka, Josepha „Joeya” Buttafuoco (Jack Scalia). Została obsadzona w głównej roli w kanadyjskim slasherze Śmiertelny grzech (Deadly Sins, 1995) z Davidem Keithem i dreszczowcu erotycznym Trujący bluszcz II (Poison Ivy II, 1996) z Johnathonem Schaechem. W komedii romantycznej Roberta Downeya Sr. Hugo Pool (1997) z Patrickiem Dempseyem jako Hugo Dugay, prowadziła małą firmę, która czyści baseny w Los Angeles. Była współproducentką dreszczowca Utopia (Below Utopia, 1997) z Ice-T, Robertem Pine i Justinem Therouxem. Dołączyła do obsady opery mydlanej Fox Melrose Place (1997–1998) jako Jennifer Mancini, zanim przyjęła rolę Phoebe Halliwell w serialu The WB Czarodziejki (Charmed, 1998–2006) z Shannen Doherty i Holly Marie Combs.
W 2007 uruchomiła linię odzieży sportowej dla kobiet Touch. Wystąpiła w sitcomach – NBC Na imię mi Earl (My Name Is Earl, 2007–2008) jako Billie Cunningham i ABC O(d)porna na miłość (Romantically Challenged, 2010–2011) jako Rebecca Thomas.
Prowadzi także działalnością charytatywną. Jest wegetarianką aktywną z PETA (People for the Ethical Treatment of Animals). Była także zaangażowana w UNICEF.

## Życie prywatne
1 stycznia 1999 poślubiła Cinjuna Tate'a, wokalistę i gitarzystę zespołu Remy Zero. 20 listopada 1999 doszło do rozwodu. 15 sierpnia 2009 wyszła za mąż za Dave’a Bugliariego. Mają dwoje dzieci - syna Mila Thomasa (ur. 2011) i córkę Elizabellę Dylan (ur. 2014).

## Filmografia

### Filmy
- 1984: Old Enough, jako Diane
- 1985: Komando (Commando), jako Jenny Matrix
- 1986: The Canterville Ghost, jako Jennifer
- 1988: Dance Til Dawn, jako Shelley Sheridan
- 1988: Crash Course, jako Vanessa Crawford
- 1989: Wyścig armatniej kuli 3 (Speed Zone!), jako Lurleen
- 1992: Dokąd zawiedzie cię dzień (Where the Day Takes You), jako Kimmy
- 1992: Little Sister, jako Diana
- 1993: Candles in the Dark, jako Sylvia Velliste
- 1993: Ofiary miłości: Historia prawdziwa (Casualties of Love: The Long Island Lolita Story), jako Amy Fisher
- 1993: Konflikt interesów (Conflict of Interest), jako Eve
- 1993: Zwariowana rodzinka (At Home with the Webbers), jako fanka
- 1994: Znak smoka (Double Dragon), jako Marian Delario
- 1994: Confessions of a Sorority Girl, jako Rita Summers
- 1995: Dwie matki (The Surrogate), jako Amy Winslow
- 1995: W objęciach wampira (Embrace of the Vampire), jako Charlotte
- 1995: Śmiertelny grzech (Deadly Sins), jako Cristina
- 1995: Ostatni dzwonek (Glory Daze), jako Chelsea
- 1996: Wróg publiczny nr 1 (Public Enemies), jako Amaryllis
- 1996: Zdradliwa Alaska (To Brave Alasca), jako Denise Harris
- 1996: Strach (Fear), jako Margo Masse
- 1996: Trujący bluszcz II (Poison Ivy II: Lily), jako Lily
- 1996: Jimmy Zip, jako Francesca
- 1997: Hugo od basenów (Hugo Pool), jako Hugo Dugay
- 1997: Utopia (Below Utopia), jako Susanne
- 1998: Gorączka złota: Przygoda na Alasce (Goldrush: A Real Life Alaskan Adventure), jako Frances Ella „Fizzy” Fitz
- 2001: Łowcy diamentów (Diamond Hunters), jako Tracey Van der Byl
- 2001: Zakochany kundel II: Przygody Chapsa (Lady and the Tramp II: Scamp's Adventure), jako Angel (głos)
- 2002: Cztery siostry, Narzeczona (Kiss the Bride), jako Amy Kayne
- 2002: Poszukiwana (Buying the Cow), jako Amy
- 2003: Dickie Roberts: Kiedyś gwiazda (Dickie Roberts: Former Child Star), jako Cyndi
- 2005: Dinotopia: Walka o rubinowy kryształ (Dinotopia: Quest for the Ruby Sunstone), jako 26 (głos)
- 2007: The Blue Hour, jako Allegra
- 2007: Reinventing the Wheelers, jako Annie Stevens
- 2008: Single with Parents, jako Louisa
- 2008: Patologia (Pathology), jako Gwen
- 2008: Twarda sztuka (Wisegal), jako Patty Montanari
- 2010: Niedziele u Tiffany’ego (Sundays at Tiffany’s), jako Jane
- 2010: Chłopak mojej dziewczyny (My Girlfriend's Boyfriend), jako Jesse Young
- 2010: DC Showcase: The Spectre, jako Aimee Brenner (głos)
- 2011: Cziłała z Beverly Hills 2 (Beverly Hills Chihuahua 2), jako Biminy
- 2011: Sylwester w Nowym Jorku (New Year’s Eve), jako siostra Mindy
- 2011: Bez smyczy (Hall Pass), jako Mandy
- 2018: Little Italy, jako Dora Angioli

### Seriale
- 1984–1992: Who’s the Boss?, jako Samantha Micelli
- 1997–1998: Melrose Place, jako Jennifer Mancini
- 1997, 2001: Spin City, jako Meg / Meg Winston
- 1998–2006: Czarodziejki (Charmed), jako Phoebe Halliwell
- 2004: Jimmy Neutron: mały geniusz (Jimmy Neutron: Win, Lose and Kaboom), jako April (głos)
- 2007–2008: Na imię mi Earl (My Name Is Earl), jako Billie Cunningham
- 2010: Castle, jako Kyra Blaine
- 2010: Kick Strach się bać (Kick Buttowski: Suburban Daredevil), jako Scarlett Rosetti
- 2010–2011: O(d)porna na miłość (Romantically Challenged), jako Rebecca Thomas
- 2011: Liga Młodych (Young Justice), jako Poison Ivy (głos)
- 2011–2012: Breaking In, jako Amy Osborn
- 2013–2014: Kochanki (Mistresses), jako Savannah „Savi” Davis
- 2018: Insatiable, jako Coralee Hugenss-Armstrong

### Producent
- 2002–2006: Czarodziejki

## Dyskografia
- Alyssa (1989)
- Look in My Heart (1989)
- The Best in the World (1990)
- Locked Inside a Dream (1991)
- Do You See Me? (1992)

### Single
- I Had A Dream (1989)
- Happiness (1989)
- Look In My Heart (1989)
- What A Feeling (1989)
- Straight To The Top (1989)
- The Best In The World (1990)
- New Sensation (1991)
- No Secret (1991)
- Do You See Me? (1992)
- Sodium (1995)

## Nagrody i Nominacje
- 1998: Złoty Glob dla najbardziej obiecującej nowej aktorki za Who’s the Boss?
- 1999: Saturn dla najlepszej aktorki drugoplanowej w serialu lub filmie telewizyjnym za Czarodziejki
- 2000: Saturn dla najlepszej aktorki drugoplanowej w serialu lub filmie telewizyjnym za Czarodziejki
- 2003: Satelita dla najlepszej aktorki w serialu komediowym za Czarodziejki
- 2004: Saturn dla najlepszej aktorki telewizyjnej za Czarodziejki
- 2005: Nagroda AFI dla aktorki serialowej roku za Czarodziejki